# Coucou des Moluques
Surniculus musschenbroeki
Espèce
Statut de conservation UICN

 LC  : Préoccupation mineure
Le Coucou des Moluques (Surniculus musschenbroeki) ou Coucou surnicou des Moluques est une espèce d'oiseaux de la famille des Cuculidae. Elle était autrefois considérée comme une sous-espèce du Coucou surnicou (S. lugubris).
Cet oiseau est répandu à travers les Célèbes et le nord des Moluques.